# Översjön, Gästrikland
Översjön är en sjö i Hofors kommun i Gästrikland och ingår i Gavleåns huvudavrinningsområde. Sjön har en area på 0,121 kvadratkilometer och ligger 114,1 meter över havet.

## Delavrinningsområde
Översjön ingår i det delavrinningsområde (671581-152999) som SMHI kallar för Utloppet av Dammsjön. Medelhöjden är 161 meter över havet och ytan är 2,45 kvadratkilometer. Det finns ett avrinningsområde uppströms, och räknas det in blir den ackumulerade arean 6,3 kvadratkilometer. Vattendraget som avvattnar avrinningsområdet har biflödesordning 4, vilket innebär att vattnet flödar genom totalt 4 vattendrag innan det når havet efter 73 kilometer. Avrinningsområdet består mestadels av skog (88 procent). Avrinningsområdet har 0,12 kvadratkilometer vattenytor vilket ger det en sjöprocent på 5 procent.